# The Imperfects
The Imperfects ist eine kanadische Science-Fiction-Fernsehserie für den Streamingdienst Netflix von Dennis Heaton und Shelley Eriksen. Die Serie wird als „Coming of Rage“-Geschichte, ein Wortspiel aus Coming-of-Age, betitelt.

## Handlung
In Seattle leben die drei jungen Erwachsenen Abbi, Juan und Tilda. Aufgrund einer Krankheit erhalten sie von Dr. Alex Sarkov ein Medikament zur Heilung. Als Nebenwirkung verändert sich ihre DNA und sie alle erhalten übermenschliche Fähigkeiten. Abbis Duftstoffe lässt sie je nach Emotion die Menschen in ihrer Umgebung kontrollieren, Juan verwandelt sich in einen werwolfsartigen Chupacabra und Tilda kann mit ihrer Stimme tödliche Schwingungen erschaffen. Aufgrund dieser Verwandlung ist es für sie unmöglich, ihr bisheriges Leben weiter zu führen. Abbi kann nicht mehr im Labor als Wissenschaftlerin arbeiten, Juan hat Angst seine Freundin Darcy Cobourg während er verwandelt ist zu töten und verlässt sie daher und Tilda kann nicht mehr als Sängerin auftreten, da sie aufgrund ihrer Stimme alle Anwesenden zumindest verletzten würde.
Daher suchen die drei Dr. Alex Sarkov auf, um von ihm geheilt zu werden. Dieser ist scheinbar vom Erdboden verschluckt. Sie treffen nur seine Assistentin Dr. Sydney Burke, der sie ihre Problematik schildern und die ihnen ihre Hilfe zu sichert. Während ihrer gemeinsamen Suche finden sie heraus, dass auch Interesse aus Regierungskreisen am Experiment besteht und schon bald ist ihnen Agent Jim Sponson auf der Spur. Die privaten Probleme spitzen sich zu, als Tildas Freund und Bandmitglied P. J. überfallen wird und sich Darcy in den Chupacabra verliebt.
Auch finden sie heraus, dass es noch weitere Jugendliche gibt, deren DNA verändert wurde. So stellt sich Owen Schultz als scheinbar unbesiegbarer Superheld heraus und Hannah Moore entpuppt sich als unsterblich. Einige Wissenschaftler und Personen, die etwas mit dem Projekt zu tun hatten, kommen alle ums Leben. Dahinter steckt die geheimnisvolle Frau Isabel Finch. Zum Entsetzen aller wird klar, dass Dr. Sydney Burke eine doppelte Persönlichkeit besitzt und Finch ihre böse Seite ist.
Als sie schließlich Dr. Alex Sarkov finden, helfen Burke und Abbi bei der Herstellung des Gegenmittels. Dessen Heilung ist zeitlich allerdings begrenzt und schon bald erhalten alle ihre ungewollten Fähigkeiten zurück. Außerdem wird klar, dass Sarkov in körperlicher Abstammung zum mysteriösen Dr. Hallenbeck steht.

## Hintergrund

### Produktion
Am 16. April 2021 erhielt die Produktionsfirma Nomadic Pictures von Netflix den Direktauftrag für zehn Episoden. Kreiert wurde die Serie von Dennis Heaton und Shelley Eriksen, die ebenfalls als ausführende Produzenten fungierten.

### Veröffentlichung
Die Serie debütierte am 8. September 2022 auf Netflix. Sie ist auf Englisch, Deutsch, Französisch, Italienisch, Spanisch und Türkisch erschienen.
Im November 2022 wurde bekannt, dass die Serie nach einer Staffel bereits wieder abgesetzt wurde.

## Besetzung und Synchronisation

### Hauptbesetzung
| Rolle            | Schauspieler           | Synchronsprecher    |
| ---------------- | ---------------------- | ------------------- |
| Dr. Sydney Burke | Italia Ricci           | Marieke Oeffinger   |
| Tilda Webber     | Morgan Taylor Campbell | Ronja Peters        |
| Abbi Singh       | Rhianna Jagpal         | Rieke Werner        |
| Juan Ruiz        | Iñaki Godoy            | Maximilian Artajo   |
| Isabel Finch     | Kyra Zagorsky          | Diana Borgwardt     |
| Hannah Moore     | Celina Martin          | Friedel Morgenstern |
| Dr. Alex Sarkov  | Rhys Nicholson         | Nicolás Artajo      |

### Nebenbesetzung
| Rolle                 | Schauspieler             | Synchronsprecher   |
| --------------------- | ------------------------ | ------------------ |
| Agent Jim Sponson     | Ron Selmour              | Tobias Kluckert    |
| P. J.                 | Jedidiah Goodacre        | Julian Tennstedt   |
| Dr. Dominique Crain   | Rekha Sharma             | Gundi Eberhard     |
| Darcy Cobourg         | Junnicia Lagoutin        | Melinda Rachfahl   |
| Paloma                | Danika Athenea Williston | Julia Fehr         |
| Nathaniel „Nate“ Lang | Kai Bradbury             | Sebastian Kluckert |
| Owen Schultz          | Wesley MacInnes          | Fabian Kluckert    |
| Doug                  | Max Lloyd-Jones          | Tobias Diakow      |
| Blank                 | Stephanie Lavigne        |                    |
| Alejandro Ruiz        | Diego Stredel            | Nicolas Böll       |
| Det. Sonja Benning    | Jennifer Cheon Garcia    | Sonja Spuhl        |
| Zoe                   | Maemae Renfrow           | Moira May          |

## Episodenliste
| Nr.                                                                             | Deutscher Titel                       | Originaltitel               | Regie                 | Drehbuch                        |
| ------------------------------------------------------------------------------- | ------------------------------------- | --------------------------- | --------------------- | ------------------------------- |
| 1                                                                               | Sarkov's Kinder                       | Sarkov's Children           | Mathias Herndl        | Shelley Eriksen & Dennis Heaton |
| 2                                                                               | Das Erwachen des Doug                 | Doug of the Dead            | Mathias Herndl        | Shelley Eriksen & Dennis Heaton |
| 3                                                                               | Blutgericht in Portland               | Portland Warehouse Massacre | Julien Christian Lutz | LA Smith                        |
| 4                                                                               | Einer von uns                         | One of Us                   | Julien Christian Lutz | Steve Cochrane                  |
| 5                                                                               | Zoe muss sterben                      | Zoe Must Be Destroyed       | Mark Chow             | Kor Adana                       |
| 6                                                                               | Sieh zu, dass du kein Ungeheuer wirst | Lest Ye Become a Monster    | Mark Chow             | Kim Garland                     |
| 7                                                                               | Allheilmittel                         | Cure All                    | Nimisha Mukerji       | Gorrman Lee                     |
| 8                                                                               | Das bekannte Übel                     | The Devil You Know          | Nimisha Mukerji       | Gorrman Lee                     |
| 9                                                                               | Angriff der Monster                   | All Monsters Attack         | Dennis Heaton         | Dennis Heaton                   |
| 10                                                                              | Tötet alle Monster                    | Destroy All Monsters        | Dennis Heaton         | Dennis Heaton                   |
| Alle Episoden der Staffel erschienen am 8. September 2022 weltweit auf Netflix. |                                       |                             |                       |                                 |